# I’ll Be on My Way
«I’ll Be on My Way» (с англ. — «Я пойду своей доро́гой») — песня Леннона и Маккартни, впервые опубликованная 26 апреля 1963 года на стороне «Б» сингла «Do You Want to Know a Secret?» в исполнении Билли Джей Крамера и группы The Dakotas. Данный сингл достиг второй строчки британского чарта синглов, в то время как композиция «Битлз» «From Me to You» занимала там первую позицию. Песня написана под сильным влиянием Бадди Холли.

## История создания и записи
Считается, что песня была написана в 1961 году; по словам Леннона, основным автором песни был Маккартни. Несмотря на то, что песня была частью раннего репертуара группы, к 1962 году она в значительной мере перестала пользоваться популярностью у участников, поэтому ни на прослушивании у лейбла Decca 1 января 1962 года, ни на первой сессии у EMI 6 июня 1962 года она не звучала.
Песня считается первой из песен «Битлз», записанной другими исполнителями. Менеджером Билли Джей Крамера и The Dakotas, как и «Битлз», был Брайан Эпстайн (продюсер, Джордж Мартин, у них был тоже общим). Они записали свою версию песни 14 марта 1963 года вместе с другой композицией «Битлз», «Do You Want to Know a Secret?», которая уже была записана «Битлз», но предлагалась Крамеру ещё до записи. Данный сингл, ставший дебютным для исполнителей, вышел 26 апреля 1963 года и достиг второй позиции в UK Singles Chart. Позже данная версия песни «I’ll Be on My Way» вошла в компиляционный альбом The Songs Lennon and McCartney Gave Away (1979 год).
Единственная известная запись данной песни в исполнении «Битлз» была сделана 4 апреля 1963 для BBC (передача вышла в эфир 24 июня). В записи участвовали: Джон Леннон (основной вокал, акустическая гитара), Пол Маккартни (подголоски, бас-гитара), Джордж Харрисон (соло-гитара) и Ринго Старр (ударные). Позднее данная запись была включена в компиляционный альбом Live at the BBC (1994 год).